# Żylenica nadwodna
Żylenica nadwodna, kąpielica (Sialis lutaria) – owad z rzędu wielkoskrzydłych. Występuje w prawie całej Europie, pospolity w całej Polsce.

## Charakterystyka
Larwa wielkości ok. 4 cm, imago – 2,5–3 cm. Dorosłe owady są ciemno ubarwione, mają dwie pary skrzydeł z licznymi żyłkami. Aparat gębowy larw i dorosłych typu gryzącego. Larwy mają segmentowane i orzęsione skrzelotchawki, będące przekształconymi odnóżami odwłokowymi.
Samice zazwyczaj kopulują z kilkoma samcami.
Jaja składane są na nadwodnych liściach i łodygach roślin. Wylęgające się larwy spadają wprost do wody. Larwy prowadzą wodny tryb życia, są drapieżne, żywią się larwami owadów wodnych (głównie ochotkowate), małymi mięczakami (groszkówka), płazińcami i obleńcami.  Rozwój larwalny trwa zazwyczaj dwa lata i występuje 9 stadiów larwalnych.
Przepoczwarczenie odbywa się na lądzie, czasem dość daleko od brzegu zbiornika wodnego.

## Ekologia
Spotkać można je latem w pobliżu zbiorników wodnych, siedzące na roślinności. Występują na dnie mulistym.